# Colomys wologizi
Colomys wologizi — вид гризунів родини Muridae. Мешкає в Гвінеї та Ліберії. Голотип мав довжину голови й тулуба 130 мм і хвіст 134 мм. Його природне середовище існування — рівнинні ліси. Його видова назва, wologizi, стосується гір Вологіці (Ліберія).